# Armin Bačinović
Armin Bačinović, slovenski nogometaš, * 24. oktober 1989, Maribor.

## Klubska kariera
Nogometno pot je začel pri NK Železničar v Mariboru. Od tod je prestopil v NK Maribor. Za Maribor je debitiral 7. julija 2007 kot zamenjava v Pokalu Intertoto proti Hajduku iz Kule. V prvo ekipo Maribora sta ga vpeljala Milko Gjurovski in Branko Horjak.
14. avgusta 2010 je dosegel svoj 100. nastop za NK Maribor.
27. avgusta 2010 so v NK Maribor potrdili, da so se z italijanskim prvoligašem Palermo dogovorili o prestopu Bačinovića in njegovega soigralca Josipa Iličiča. Prestop se je zgodil dan po tem, ko je Palermo izločil NK Maribor iz boja za ekipni del Lige Europa, ki jo je Palermo dobil s skupnim izidom 5:3. Kljub mladosti se je Bačinović takoj uveljavil v prvi ekpi in postal eden ključnih veznih igralcev kluba iz Sicilije. Svoj prvi gol za Palermo je dosegel 17. oktobra 2010 proti Bologni.

## Reprezentančna kariera
12. avgusta 2009 je Bačinović debitiral za reprezentanco Slovenije na stadionu Ljudski vrt v Mariboru na kvalifikacijski tekmi za nastop na svetovnem prvenstvu 2010 v Južni Afriki proti reprezentanci San Marina.